# Temp Baku
Temp Baku (azer. Temp Futbol Klubu) – azerski klub piłkarski, mający swoją siedzibę w stolicy kraju, mieście Baku.

## Historia
Chronologia nazw:
- 1931: İnşaatçısı Baku (ros. «Строители» Баку, Stroitieli Baku)
- 1937: Temp Baku (ros. «Темп» Баку, Tiemp Baku)
- 1939: klub rozwiązano

Klub piłkarski İnşaatçısı Baku (ros. Stroitieli Baku) został założony w miejscowości Baku w 1931 roku w Azerbejdżańskim Związku Robotników Budowlanych (ASPS) z inicjatywy grupy kierowanej przez Aszota Markarowa (przewodniczącego Rady Biura Kultury Fizycznej ASPS). Sarkis Bagdasarian został wybrany na przewodniczącego towarzystwa "Temp", a Parujr Parsadanow i Gurgen Danielian prowadzili zespół. W 1936 po organizacji pierwszych klubowych mistrzostw ZSRR klub został przydzielony do Grupie W (III poziom). W debiutowym sezonie zespół zajął drugie miejsce i zdobył promocję do Grupy B. W swoim drugim sezonie już jako Temp Baku również został sklasyfikowany na drugiej pozycji. W rozgrywkach o Puchar ZSRR klub dotarł do 1/16 finału. W 1937 zespół zajął trzecie miejsce w Grupie B i zdobył awans do Grupy A. W 1938 klub debiutował w rozgrywkach najwyższej ligi, gdzie uplasował się w spadkowej strefie uzyskując 19.lokatę. W 1939 zespół ponownie występował w rozgrywkach Grupy B, gdzie był piątym w końcowej tabeli. A w Pucharze ZSRR klub przegrał w ćwierćfinale z Dinamem Taszkent. Jednak po zakończeniu sezonu klub został rozwiązany.

## Sukcesy

### Trofea międzynarodowe
Nie uczestniczył w rozgrywkach europejskich (stan na 31-05-2018).

### Trofea krajowe
| \| \| Zdobyte trofea w rozgrywkach Związku Radzieckiego (stan na: 31-05-2018) \| |                                                                         |      |                     |
| Rozgrywki                                                                        | Osiągnięcie                                                             | Razy | Sezon(y)            |
| Mistrzostwo                                                                      | I miejsce                                                               | 0    |                     |
| Mistrzostwo                                                                      | II miejsce                                                              | 0    |                     |
| Mistrzostwo                                                                      | III miejsce                                                             | 0    |                     |
| Mistrzostwo                                                                      | 19.miejsce                                                              | 1    | 1938                |
| Puchar                                                                           | zdobywca                                                                | 0    |                     |
| Puchar                                                                           | finalista                                                               | 0    |                     |
| Puchar                                                                           | ćwierćfinalista                                                         | 1    | 1939                |
| II liga                                                                          | I miejsce                                                               | 0    |                     |
| II liga                                                                          | II miejsce                                                              | 2    | 1936 (jesień), 1937 |
| II liga                                                                          | III miejsce                                                             | 0    |                     |
|                                                                                  | Zdobyte trofea w rozgrywkach Związku Radzieckiego (stan na: 31-05-2018) |      |                     |

- Grupa W:
  - wicemistrz (1x): 1936 (wiosna)

## Stadion
Klub rozgrywa swoje mecze domowe na stadionie Dinamo w Baku, który może pomieścić 10000 widzów.